# Steward (Illinois)
Steward è un villaggio degli Stati Uniti d'America, situato nello Stato dell'Illinois, nella contea di Lee.